# Mâgla, Bacău
Mâgla este un sat în comuna Negri din județul Bacău, Moldova, România.